# Divisiones Regionales de la Región de Murcia 2023-24
Las divisiones regionales de fútbol son las categorías de competición futbolística de más bajo nivel en España, en las que participan deportistas amateur, no profesionales. En la Región de Murcia su administración corre a cargo de la Federación de Fútbol de la Región de Murcia. Inmediatamente por encima de estas categorías está la Tercera Federación.
En la temporada 2023-2024 las divisiones regionales se dividen en Preferente Autonómica, Primera Autonómica y Segunda Autonómica. Los tres primeros clasificados ascienden al grupo XIII de Tercera Federación. Varios equipos que inicialmente descendieron de categoría la temporada anterior lograron la permanencia gracias a la ampliación de plazas en Tercera Federación, y que a su vez provocó disponibilidad de plazas en Preferente Autonómica.

## Preferente Autonómica
La temporada 2023-2024 de la Preferente Autonómica de la Región de Murcia comenzó el 16 de septiembre de 2023 y terminó el 19 de mayo de 2024.

### Clasificación
|  |     | Equipos de fútbol          | PJ | G  | E  | P  | GF | GC  | Dif | Pts |
|  | --- | -------------------------- | -- | -- | -- | -- | -- | --- | --- | --- |
|  | 1.  | Mazarrón F. C.             | 34 | 26 | 3  | 6  | 70 | 21  | +49 | 78  |
|  | 2.  | C. D. Bala Azul            | 34 | 21 | 8  | 5  | 71 | 30  | +41 | 71  |
|  | 3.  | Águilas F. C. "B"          | 34 | 21 | 7  | 6  | 71 | 33  | +38 | 70  |
|  | 4.  | U. D. Los Garres           | 34 | 19 | 11 | 4  | 58 | 24  | +34 | 68  |
|  | 5.  | S. F. C. Minerva           | 34 | 20 | 7  | 7  | 58 | 32  | +26 | 67  |
|  | 6.  | Yeclano Deportivo "B"      | 34 | 16 | 10 | 8  | 57 | 29  | +28 | 58  |
|  | 7.  | Atlético Santa Cruz        | 34 | 16 | 5  | 13 | 52 | 44  | +8  | 53  |
|  | 8.  | Algezares U. D.            | 34 | 13 | 10 | 11 | 48 | 34  | +14 | 49  |
|  | 9.  | Abarán C. F.               | 34 | 13 | 4  | 17 | 55 | 58  | -3  | 43  |
|  | 10. | E. F. El Raal              | 34 | 10 | 11 | 13 | 36 | 48  | -12 | 41  |
|  | 11. | Olímpico de Totana         | 34 | 9  | 11 | 14 | 34 | 48  | -14 | 38  |
|  | 12. | Ciudad de Calasparra C. F. | 34 | 11 | 5  | 18 | 47 | 81  | -34 | 38  |
|  | 13. | E. D. M. F. Churra         | 34 | 10 | 7  | 17 | 55 | 60  | -5  | 37  |
|  | 14. | Atlético Pinatarense       | 34 | 8  | 13 | 13 | 27 | 39  | -12 | 37  |
|  | 15. | Unión Molinense "B"        | 34 | 11 | 3  | 20 | 43 | 62  | -19 | 36  |
|  | 16. | Atlético Cabezo de Torres  | 34 | 8  | 8  | 18 | 44 | 64  | -20 | 32  |
|  | 17. | E. F. La Aljorra           | 34 | 6  | 7  | 21 | 33 | 71  | -38 | 25  |
|  | 18. | E. M. F. Fuente Álamo      | 34 | 3  | 2  | 29 | 27 | 108 | -81 | 11  |

Pts = Puntos; PJ = Partidos Jugados; G = Partidos Ganados; E = Partidos Empatados; P = Partidos Perdidos; GF = Goles Anotados; GC = Goles Recibidos
|  | Ascenso a Tercera Federación                                  |
|  | Clasificado para la promoción de ascenso a Tercera Federación |
|  | Desciende a Primera Autonómica                                |

### Promoción de ascenso a Tercera Federación

#### Eliminatoria de Semifinales
| Ida; 26 de mayo de 2024, 18:00 | S. F. C. Minerva | 3:2 (0:1) | U. D. Los Garres | El Secante, Alumbres (Cartagena) |                          |
|                                |                  | Reporte   |                  | Árbitro(s): Flores Pérez         | Árbitro(s): Flores Pérez |

| Vuelta; 2 de junio de 2024, 18:00 | U. D. Los Garres | 0:2 (0:0) | S. F. C. Minerva | Las Tejeras, Los Garres (Murcia) |  |
|                                   |                  | Reporte   |                  |                                  |  |

| Pasa a la final S. F. C. Minerva |

| Ida; 25 de mayo de 2024, 19:00 | Yeclano Deportivo "B" | 3:1 (2:0) | Águilas F. C. "B" | Juan Palao Azorín, Yecla    |                             |
|                                |                       | Reporte   |                   | Árbitro(s): Robles Martínez | Árbitro(s): Robles Martínez |

| Vuelta; 2 de junio de 2024, 18:00 | Águilas F. C. "B" | 4:0 (2:0) (1:0) | Yeclano Deportivo "B" | El Rubial, Águilas |  |
|                                   |                   | Reporte         |                       |                    |  |

| Pasa a la final Águilas F. C. "B" |

#### Eliminatoria FINAL
| Ida; 9 de junio de 2024, 19:00 | S. F. C. Minerva | 2:1 (1:1) | Águilas F. C. "B" | El Secante, Alumbres (Cartagena) |                            |
|                                |                  | Reporte   |                   | Árbitro(s): Navarro Galera       | Árbitro(s): Navarro Galera |

| Vuelta; 16 de junio de 2024 | Águilas F. C. "B" | 2:3 (0:2) (Global 3:5) | S. F. C. Minerva | El Rubial, Águilas           |                              |
|                             |                   | Reporte                |                  | Árbitro(s): Hernández Ferrer | Árbitro(s): Hernández Ferrer |

| Asciende S. F. C. Minerva |

| Asciende a Tercera Federación |

## Primera Autonómica
La temporada 2023-2024 de la Primera Autonómica de la Región de Murcia comenzó el 23 de septiembre de 2023 y terminó el 19 de mayo de 2024.

### Grupo I
|  |     | Equipos de fútbol         | PJ | G  | E  | P  | GF | GC  | Dif | Pts |
|  | --- | ------------------------- | -- | -- | -- | -- | -- | --- | --- | --- |
|  | 1.  | C.F. Lorca Deportiva "B"  | 30 | 23 | 5  | 2  | 79 | 20  | +59 | 74  |
|  | 2.  | C.D. Lumbreras            | 30 | 21 | 5  | 4  | 85 | 23  | +62 | 68  |
|  | 3.  | C.D. Zeneta               | 30 | 20 | 6  | 4  | 57 | 24  | +33 | 66  |
|  | 4.  | E.F. Alhama               | 30 | 19 | 6  | 5  | 59 | 25  | +34 | 63  |
|  | 5.  | C.D. Juvenia              | 30 | 19 | 4  | 7  | 64 | 39  | +25 | 61  |
|  | 6.  | Deportivo Murcia F.C.     | 30 | 17 | 6  | 7  | 68 | 33  | +35 | 54  |
|  | 7.  | U.D. Alberca              | 30 | 14 | 2  | 14 | 49 | 54  | -5  | 44  |
|  | 8.  | C.D. San Ginés de la Jara | 30 | 13 | 4  | 13 | 53 | 55  | -2  | 43  |
|  | 9.  | C.D. Alberca              | 30 | 13 | 1  | 16 | 65 | 59  | +6  | 40  |
|  | 10. | A.D. Palmeral             | 30 | 8  | 10 | 12 | 53 | 49  | +4  | 34  |
|  | 11. | Roldán A.D.               | 30 | 8  | 5  | 17 | 49 | 72  | -23 | 29  |
|  | 12. | Alcantarilla F.C. "B"     | 30 | 7  | 6  | 17 | 50 | 67  | -17 | 27  |
|  | 13. | C.F.B. Totana             | 30 | 6  | 4  | 20 | 34 | 69  | -35 | 22  |
|  | 14. | Huracán C.F.              | 30 | 5  | 7  | 18 | 28 | 65  | -37 | 22  |
|  | 15. | E.F. Dolores de Pacheco   | 30 | 5  | 6  | 19 | 31 | 72  | -41 | 21  |
|  | 16. | C.F.B. Huércal-Overa      | 30 | 2  | 3  | 25 | 23 | 122 | -91 | 9   |

Pts = Puntos; PJ = Partidos Jugados; G = Partidos Ganados; E = Partidos Empatados; P = Partidos Perdidos; GF = Goles Anotados; GC = Goles Recibidos
|  | Ascenso a Preferente Autonómica                                  |
|  | Clasificado para la Promoción de ascenso a Preferente Autonómica |
|  | Desciende a Segunda Autonómica                                   |

### Grupo II
|  |     | Equipos de fútbol             | PJ | G  | E | P  | GF  | GC  | Dif | Pts |
|  | --- | ----------------------------- | -- | -- | - | -- | --- | --- | --- | --- |
|  | 1.  | C.F. Santomera                | 30 | 24 | 4 | 2  | 101 | 21  | +80 | 76  |
|  | 2.  | Archena F.C.                  | 30 | 21 | 2 | 7  | 68  | 30  | +39 | 65  |
|  | 3.  | Cotillas C.D.                 | 30 | 19 | 3 | 8  | 52  | 27  | +25 | 60  |
|  | 4.  | E.F. Altorreal                | 30 | 17 | 3 | 10 | 67  | 52  | +15 | 54  |
|  | 5.  | La Copa C.F.                  | 30 | 16 | 5 | 9  | 61  | 51  | +10 | 53  |
|  | 6.  | C.D. El Esparragal            | 30 | 16 | 4 | 10 | 60  | 48  | +12 | 52  |
|  | 7.  | Jumilla Atlético C.F.         | 30 | 12 | 5 | 13 | 55  | 47  | +8  | 41  |
|  | 8.  | C.D. Cieza "B"                | 30 | 11 | 5 | 13 | 49  | 51  | -2  | 39  |
|  | 9.  | Club Cehegín Deportivo        | 30 | 10 | 8 | 12 | 49  | 44  | +5  | 38  |
|  | 10. | C.D. Beniel                   | 30 | 10 | 6 | 14 | 56  | 56  | 0   | 36  |
|  | 11. | Independiente de Ceutí F.C.   | 30 | 11 | 2 | 17 | 45  | 57  | -12 | 35  |
|  | 12. | Atlético Cabezo de Torres "B" | 30 | 11 | 2 | 17 | 43  | 72  | -29 | 35  |
|  | 13. | C.D. Hoya del Campo           | 30 | 10 | 4 | 16 | 47  | 56  | -9  | 34  |
|  | 14. | Ciudad de Mula C.F.           | 30 | 9  | 6 | 15 | 37  | 62  | -25 | 33  |
|  | 15. | C.D. Villa de Fortuna         | 30 | 10 | 3 | 17 | 43  | 64  | -21 | 33  |
|  | 16. | A.D. Ceutí Atlético           | 30 | 1  | 1 | 28 | 27  | 123 | -94 | 4   |

Pts = Puntos; PJ = Partidos Jugados; G = Partidos Ganados; E = Partidos Empatados; P = Partidos Perdidos; GF = Goles Anotados; GC = Goles Recibidos
|  | Ascenso a Preferente Autonómica                                  |
|  | Clasificado para la Promoción de ascenso a Preferente Autonómica |
|  | Desciende a Segunda Autonómica                                   |

### Promoción de ascenso a Preferente Autonómica

#### Eliminatoria de Semifinales
| Ida; 26 de mayo de 2024, 18:00 | Cotillas C.D. | 1:1 (1:0) | C.D. Lumbreras | Polideportivo Municipal, Las Torres de Cotillas |                          |
|                                |               | Reporte   |                | Árbitro(s): Gómez Liarte                        | Árbitro(s): Gómez Liarte |

| Vuelta; 2 de junio de 2024, 18:00 | C.D. Lumbreras | 2:0 (1:0) (Global 3:1) | Cotillas C.D. | Polideportivo Municipal, Puerto Lumbreras |  |
|                                   |                | Reporte                |               |                                           |  |

| Pasa a la final C.D. Lumbreras |

| Ida; 26 de mayo de 2024, 12:00 | C.D. Zeneta | 0:2 (0:1) | Unión Archena F.C. | Polideportivo Municipal, Zeneta (Murcia) |                             |
|                                |             | Reporte   |                    | Árbitro(s): Manteca Esteban              | Árbitro(s): Manteca Esteban |

| Vuelta; 1 de junio de 2024, 18:00 | Unión Archena F.C. | 0:1 (0:0) (Global 2:1) | C.D. Zeneta | Polideportivo Municipal, Archena |  |
|                                   |                    | Reporte                |             |                                  |  |

| Pasa a la final Unión Archena F.C. |

#### Eliminatoria FINAL
| Ida; 9 de junio de 2024, 19:00 | Unión Archena F.C. | 0:1 (0:0) | C.D. Lumbreras | Polideportivo Municipal, Archena |                              |
|                                |                    | Reporte   |                | Árbitro(s): Alarcón Quintana     | Árbitro(s): Alarcón Quintana |

| Vuelta; 16 de junio de 2024, 18:00 | C.D. Lumbreras | 2:0 (1:0) (Global 3:0) | Unión Archena F.C. | Polideportivo Municipal, Puerto Lumbreras |  |
|                                    |                | Reporte                |                    |                                           |  |

| Asciende C.D. Lumbreras |

## Segunda Autonómica
La temporada 2023-2024 de la Segunda Autonómica de la Región de Murcia comenzó el 14 de octubre de 2023 y terminó el 19 de mayo de 2024.

### Grupo I
|  |     | Equipos de fútbol           | PJ | G  | E | P  | GF | GC | Dif | Pts |
|  | --- | --------------------------- | -- | -- | - | -- | -- | -- | --- | --- |
|  | 1.  | Deportiva Minera "B"        | 24 | 16 | 4 | 4  | 68 | 25 | +43 | 52  |
|  | 2.  | San Javier C.F.             | 24 | 16 | 4 | 4  | 51 | 27 | +24 | 52  |
|  | 3.  | A.D. San Cristóbal          | 24 | 16 | 3 | 5  | 66 | 31 | +35 | 51  |
|  | 4.  | Alhama C.F.                 | 24 | 13 | 7 | 4  | 53 | 30 | +23 | 46  |
|  | 5.  | Huércal-Overa C.F.          | 24 | 11 | 5 | 8  | 48 | 38 | +10 | 38  |
|  | 6.  | Santiago de la Ribera F.C.  | 24 | 9  | 4 | 11 | 39 | 40 | -1  | 31  |
|  | 7.  | C.D. Ciudad de La Unión     | 24 | 9  | 3 | 12 | 52 | 51 | +1  | 30  |
|  | 8.  | Atlético Pulpileño "B"      | 24 | 8  | 6 | 10 | 37 | 45 | -8  | 30  |
|  | 9.  | A.D. Barrio Peral           | 24 | 7  | 7 | 10 | 33 | 33 | 0   | 28  |
|  | 10. | A.D. Sucina                 | 24 | 8  | 2 | 14 | 40 | 54 | -14 | 26  |
|  | 11. | E.D. Javalí Viejo - La Ñora | 24 | 6  | 4 | 14 | 43 | 76 | -33 | 22  |
|  | 12. | E.F. Alhama "B"             | 24 | 5  | 4 | 15 | 32 | 78 | -46 | 19  |
|  | 13. | Murcia Promises C.F.        | 24 | 3  | 5 | 16 | 31 | 65 | -34 | 14  |

Pts = Puntos; PJ = Partidos Jugados; G = Partidos Ganados; E = Partidos Empatados; P = Partidos Perdidos; GF = Goles Anotados; GC = Goles Recibidos
|  | Ascenso a Primera Autonómica |

### Grupo II
|  |     | Equipos de fútbol             | PJ | G  | E | P  | GF | GC | Dif | Pts |
|  | --- | ----------------------------- | -- | -- | - | -- | -- | -- | --- | --- |
|  | 1.  | E.D.M.F. Churra "B"           | 26 | 18 | 5 | 3  | 65 | 20 | +45 | 59  |
|  | 2.  | Bullas Deportivo              | 26 | 17 | 5 | 4  | 52 | 22 | +30 | 56  |
|  | 3.  | C.D. Cruz Sangonera La Seca   | 26 | 18 | 2 | 6  | 71 | 36 | +35 | 56  |
|  | 4.  | Atlético Santa Cruz "B"       | 26 | 13 | 5 | 8  | 49 | 43 | +6  | 44  |
|  | 5.  | A.D. Pliego                   | 26 | 14 | 2 | 10 | 47 | 34 | +13 | 44  |
|  | 6.  | Ciudad de Calasparra C.F. "B" | 26 | 12 | 6 | 8  | 50 | 42 | +8  | 42  |
|  | 7.  | E.F. El Raal "B"              | 26 | 12 | 3 | 11 | 42 | 43 | -1  | 39  |
|  | 8.  | C.F. Santomera "B"            | 26 | 10 | 5 | 11 | 55 | 57 | -2  | 35  |
|  | 9.  | Moratalla F.B.                | 26 | 10 | 4 | 12 | 44 | 50 | -6  | 34  |
|  | 10. | C.D. Inter Alquerías          | 26 | 11 | 3 | 12 | 46 | 35 | +11 | 33  |
|  | 11. | A.D. Rincón de Seca           | 26 | 10 | 1 | 15 | 53 | 63 | -10 | 31  |
|  | 12. | C.D.K. El Puntal              | 26 | 9  | 3 | 14 | 49 | 63 | -14 | 30  |
|  | 13. | Tiñosa F.C.                   | 26 | 3  | 3 | 20 | 28 | 69 | -41 | 12  |
|  | 14. | Jumilla Atlético C.F. "B"     | 26 | 1  | 1 | 24 | 21 | 95 | -74 | 4   |

Pts = Puntos; PJ = Partidos Jugados; G = Partidos Ganados; E = Partidos Empatados; P = Partidos Perdidos; GF = Goles Anotados; GC = Goles Recibidos
|  | Ascenso a Primera Autonómica |